# Prisión de Holzminden

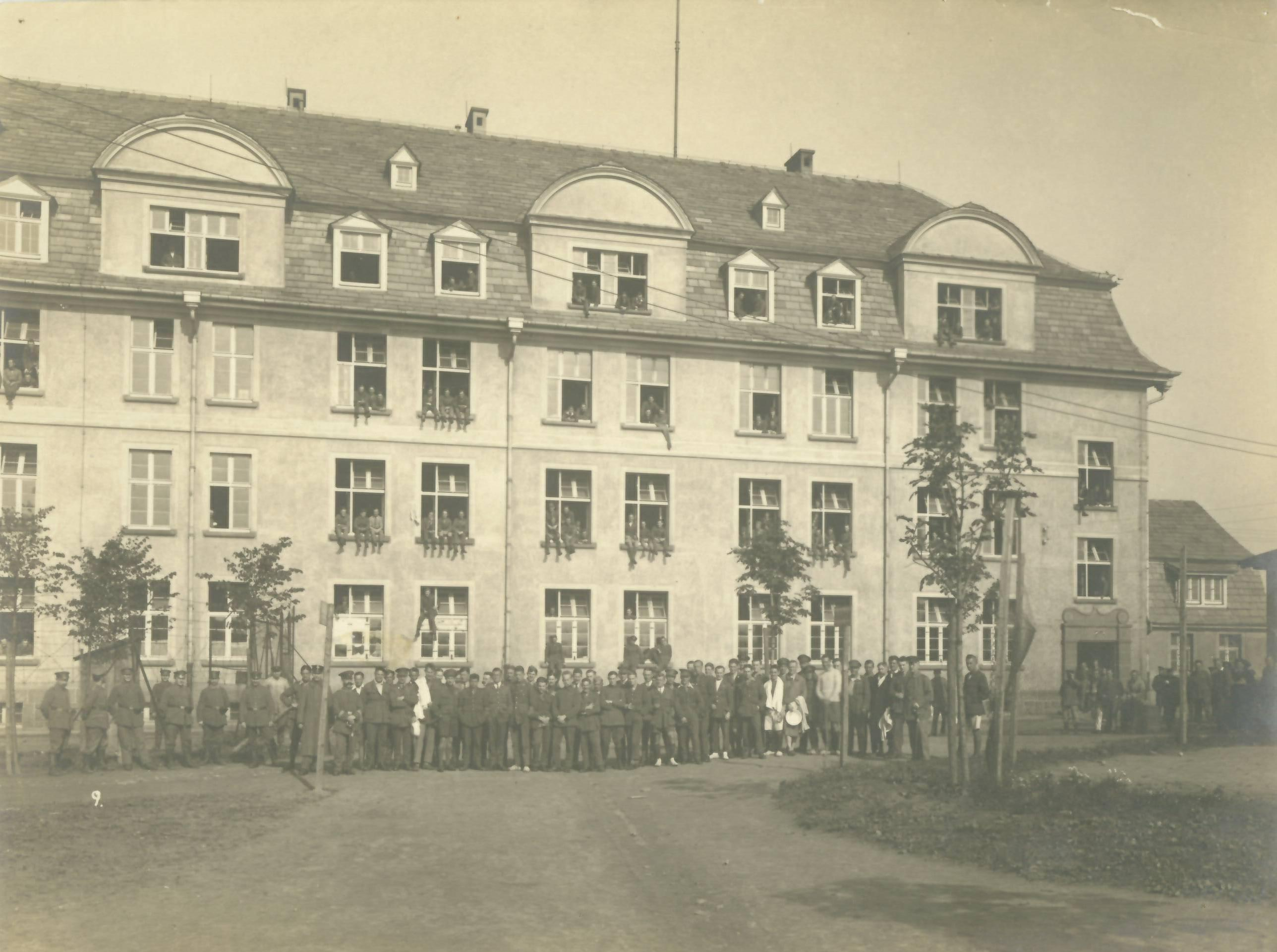
Kaserne B en Holzminden, el segundo.

El Campo de Internados de Prisioneros de Guerra de Holzminden fue una prisión empleada para encerrar a todos aquellos prisioneros de guerra aliados de la Primera Guerra Mundial. Se encuentra en la localidad de Holzminden, dentro de la provincia de Baja Sajonia, en Alemania. En la actualidad, sigue estando en funcionamiento, como base militar de operaciones alemana de la Heer.
Conocida en su tiempo por su dureza y brutalidad por parte de los soldados alemanes a los internos, fue abierto en septiembre de 1917 y en noviembre de ese mismo año, varios prisioneros se propusieron excavar un túnel, y escapar del campo. El suceso es conocido como "La Primera Gran Evasión".

## Descripción

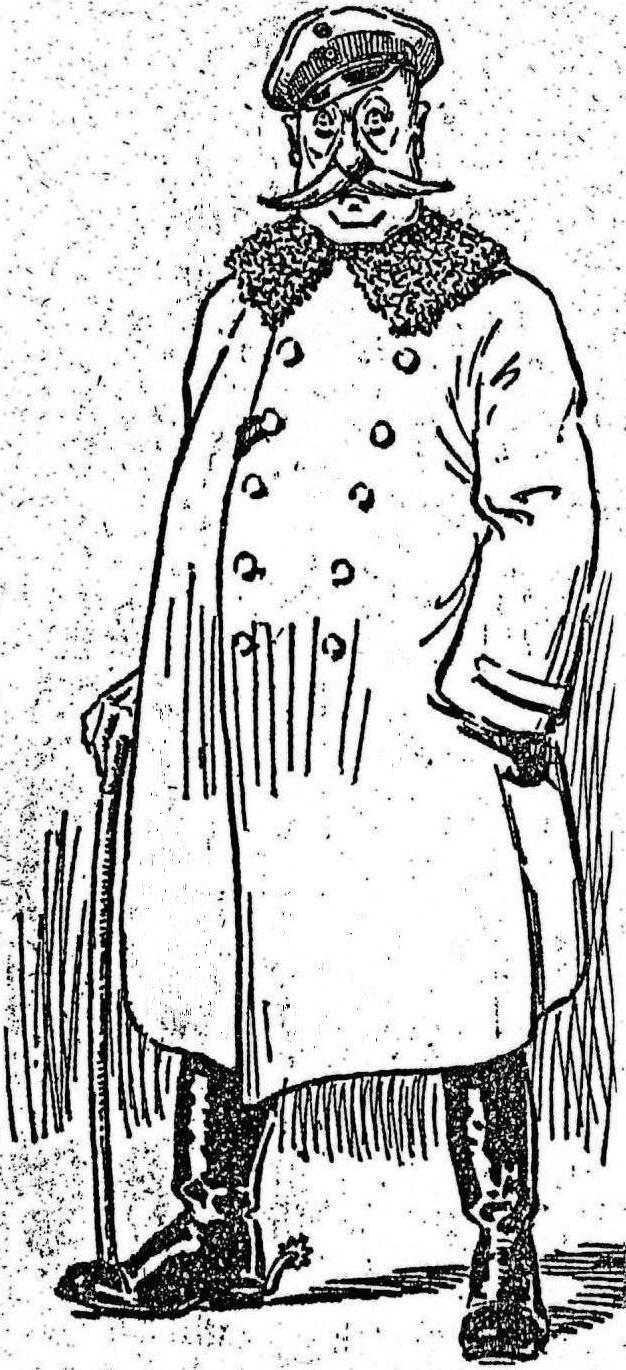
Caricatura del Hauptmann Karl Niemeyer.

La prisión fue ordenada a fabricar por Karl von Hänisch, y empezó sus operaciones en septiembre de 1917. El Hauptmann Karl Niemeyer trabajó en el campo hasta su cierre en 1918. Dominaba a la perfección el inglés (estuvo viviendo en Milwaukee, Wisconsin, durante 17 años) pese a detestar a los internos del campamento.
El campamento llegó a tener entre 500 y 600 oficiales británicos como prisioneros. Hubo aproximadamente entre cien a ciento sesenta celadores custodiando la prisión. Se componía de dos barracones principales: "Kaserne A" y "Kaserne B". Los edificios estaban rodeado de dos vallas de aproximadamente dos metros de alto, con un hueco en medio de un metro, para luego dar lugar a un jardín que terminaba en un muro, que rodeaba toda la parcela, coronada con alambre de espino.

## La Gran Evasión
El Capitán David Gray fue internado en Holzminden a finales de septiembre de 1917, después de que su avión hubiese sido derribado. En noviembre, decidió, con la ayuda de otros dos presos de guerra (el capitán Caspar Kennard y el teniente segundo Cecil Blain), que habían mostrado las mismas ganas que él de escapar del campamento.
Decidieron excavar un pequeño túnel desde el sótano del barracón B hasta el exterior del muro, a más de diez metros. Las primeras semanas fueron duras, debido al poco material (tan solo tenían cuchillos, cucharas y un cincel) y a la falta de aire, que se solucionó fabricando una bomba de aire con dos chaquetas y trozos de madera.
Karl Niemeyer decidió poner en el exterior del complejo a guardias armados, justamente uno delante del lugar donde iba a salir el túnel. Por lo que decidieron alargar el conducto hasta un campo de maíz ubicado treinta metros delante del muro. Tenían que llegar antes de julio de 1918, para que la recogida del cultivo no revelara el agujero de salida.
Finalmente, la noche del 23 de julio, treinta y seis personas se unieron para escapar de la prisión. El orden era según el trabajo de cada uno: al principio los que más habían contribuido en la elaboración del túnel y al final los que menos ayudaron en la construcción. Cuando solo quedaban cuatro, el túnel se desmoronó, obligando a retrocederles.
Los que habían conseguido salir tuvieron que sortear a la policía y a una recompensa impuesto a todos ellos. Diecinueve fueron arrestrados y llevados de vuelta a otros campos de prisioneros, y tan solo diez consiguieron estar con vida (incluidos Gray, Kennard y Blain). El objetivo era llegar a la neutral Holanda y de ahí volver a Inglaterra. Al cabo de una semana, ya estaban de vuelta en Inglaterra, donde fueron recibidos como héroes.